# روپایه

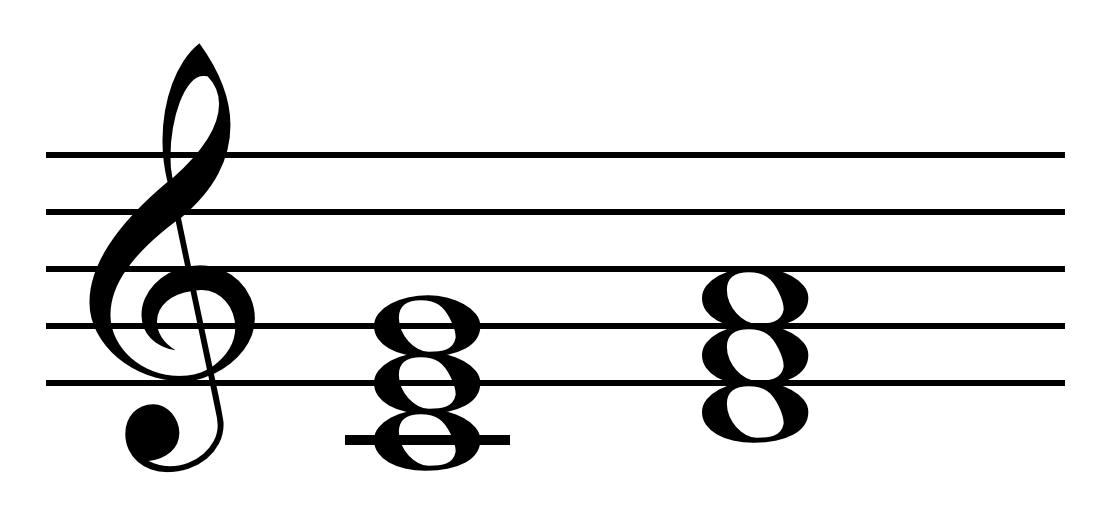
آکوردهایی بر اساس نت پایه و روپایه در گام دو. آکوردهای دو بزرگ و ر کوچک.

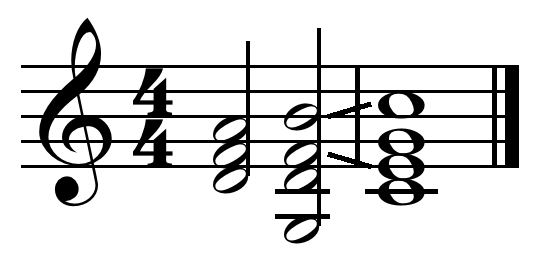
آکوردهایی استوار بر نت روپایه، نمایان و پایه در گام دو

در تئوری موسیقی، روپایه یا رو تونیک (ترکیبی از «رو» و واژهٔ فرانسوی tonic) دومین درجه در گام دیاتونیک است.
آکوردهایی که بر مبنای نت روپایه هستند، به طور طبیعی میل دارند که شنونده را به سمت نت پنجم گام (نمایان) سوق بدهند. حرکت از روپایه به نمایان و برگشت به پایه، ترکیبی متداول در فرود قطعات موسیقی کلاسیک و پاپ است.